# Jay e Silent Bob - Ritorno a Hollywood
Jay e Silent Bob - Ritorno a Hollywood (Jay and Silent Bob Reboot) è un film del 2019 diretto da Kevin Smith.
È il settimo film dell'universo cinematografico View Askewniverse, uscito a distanza di tredici anni dal capitolo precedente Clerks II.

## Trama
Jay e Silent Bob (Jason Mewes e Kevin Smith) perdono un caso giudiziario contro Saban Films, che sta realizzando un nuovo film di Bluntman e Chronic, Bluntman V Chronic. I due apprendono anche di aver perso i diritti di denominazione e non possono più identificarsi come "Jay e Silent Bob".
Jay e Bob visitano Brodie Bruce (Jason Lee), che racconta loro il reboot di Bluntman e Chronic, diretto da Kevin Smith. Il film è in gran parte completato, ma una scena importante deve essere girata alla convention annuale dei fan "Chronic-Con" a Hollywood. Jay e Bob hanno tre giorni per arrivare a Los Angeles per fermare il film e riconquistare la loro identità. I due partono per la California.
Arrivano a Chicago, dove Jay scopre che la sua ex fidanzata Justice (Shannon Elizabeth) lavora come meteorologo locale. Jay e Bob visitano Justice, che dice a Jay di averle spezzato il cuore non visitandola mai in prigione. Da allora si è sposata e dato alla luce la loro figlia Millennium "Milly" Faulken (Harley Quinn Smith). Presenta Jay alla loro figlia e alla sua migliore amica Soapy (Treshelle Edmond), ma lo esorta a non rivelarle mai la sua identità.
Justice parte per le vacanze e Milly costringe Jay a portare lei e Soapy a Hollywood con lui e Bob. Milly droga Jay e Bob e i due si svegliano su un'autostrada a New Orleans, dove incontrano gli altri due amici di Milly, Jihad (Aparna Brielle) e Shan Yu (Alice Wen). Dicono a Jay che vogliono visitare il Chronic-Con perché Shan Yu è un grande fan del primo film di Bluntman e Chronic ed è il suo sogno partecipare al Chronic-Con. Rubano un furgone e vanno in California. Milly ammette a Jay che il suo cattivo comportamento è dovuto al fatto che non ha mai conosciuto suo padre.
Jay e Bob vengono abbandonati dal gruppo e partono alla ricerca del furgone. Lo trovano in un'area libera, dove alcuni componenti del Ku Klux Klan hanno rapito le ragazze e stanno organizzando una manifestazione. Bob ruba un cappuccio e si spaccia per il nuovo Grand Dragon per distrarli mentre Jay salva le ragazze. Gettano un bagno portatile contro i Klansmen e fuggono.
Il gruppo arriva al Chronic-Con e si intrufola. Jay e Bob hanno in programma di rovinare le riprese, mentre le ragazze vogliono essere comparse nel film per realizzare il sogno di Shan Yu. Accettano di separarsi, con Jay che abbraccia Milly e le fa sapere che è orgoglioso di lei.
Dopo aver tentato di sgattaiolare oltre una familiare guardia di sicurezza (Diedrich Bader), Jay e Bob vengono perseguitati per tutto il tempo. Si nascondono in una stanza vuota dove vengono accolti da Holden McNeil (Ben Affleck), che ha appena finito di registrare un podcast con Alyssa Jones (Joey Lauren Adams). Holden ha donato il suo sperma ad Alyssa e sua moglie (Virginia Smith) in modo che possano avere un figlio, che aiuta co-genitore. Holden dice a Jay che la paternità gli ha dato un nuovo scopo. Questo ispira Jay a interrompere la loro missione e diventare padre di Milly. Holden dà loro badge VIP, che garantisce a lui e alle ragazze l'accesso al pannello con Kevin Smith.
Notando che Bob ha una somiglianza con Smith, Milly si insinua nel backstage e mette fuori combattimento Smith, dando i vestiti di Smith a Bob sotto mentite spoglie. Portano Milly e Shan Yu sul palco per filmare la scena, ma Shan Yu capisce il loro stratagemma e fa uscire da dietro le quinte il vero Kevin Smith. Bob viene buttato fuori dalla sala e Shan Yu si rivela una spia russa, intenzionata a distruggere le convenzioni della cultura pop americana. Jay rivela a Milly che è suo padre. Bob riacquista conoscenza e ruba un grande abito di metallo "Iron Bob" che doveva essere usato nelle riprese della scena. Controllando la tuta, Bob incita una rivolta al pannello e disarma Shan Yu e i suoi scagnozzi.
Dopo essere tornato a casa, Jay mostra a Milly il Quick Stop e le racconta le storie delle sue avventure e di Bob, incluso l'incontro con Justice. Dante Hicks (Brian O'Halloran) arriva ad aprire Quick Stop e si lamenta del fatto che le persiane in acciaio siano nuovamente chiuse.
In una scena post-crediti, Jay dice a Milly che negli ultimi venticinque anni, lui e Bob hanno fatto uno scherzo a Dante bloccando la gomma nelle serrature.